# Felix Calonder

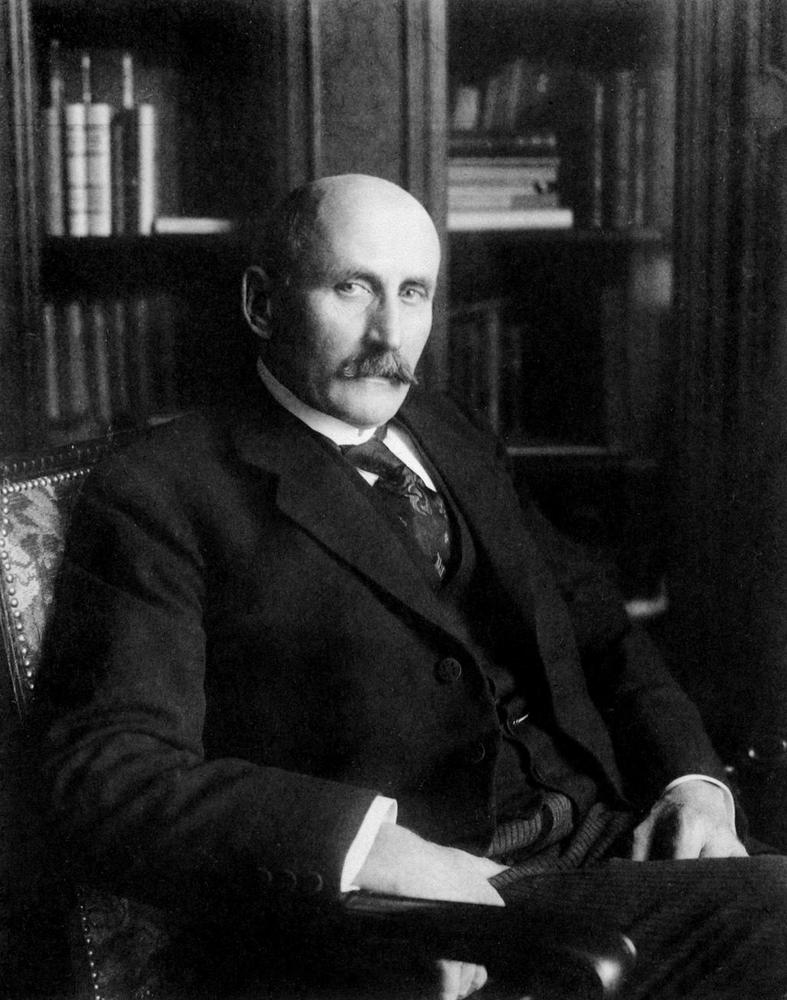
Felix Calonder

Felix-Louis Calonder, född 7 december 1863, död 14 juni 1952, var en schweizisk jurist och politiker.
Calonder var ledare för det frisinnat-demokratiska partiet i kantonen Graubünden och medlem av dess stora råd 1891–1899, president där 1896 och 1899, samt ledamot av ständerrådet 1899–1913 och dess president 1912, ledamot av förbundsrådet 1913–1919 och förbundspresident 1918. Calonder togs i stor utsträckning i anspråk av Nationernas förbund. Åren 1920–1921 var han en av de tre rapportörerna i Ålandsfrågan och representerade samtidigt Schweiz i den internationella Rhenlandskommissionen. År 1921 utsågs han att leda de tysk-polska förhandlingarna om Oberschlesien och presiderade 1922 i den blandade kommissionen för Oberschlesien. Calonder har skrivit Schweiz und Völkerbund (1919).